# Eucharis cyaneosperma
Eucharis cyaneosperma är en amaryllisväxtart som beskrevs av Alan W. Meerow. Eucharis cyaneosperma ingår i släktet Eucharis och familjen amaryllisväxter. Inga underarter finns listade i Catalogue of Life.